# Canottaggio ai Giochi della XXXI Olimpiade - Singolo femminile
La gara del singolo femminile dei Giochi della XXXI Olimpiade si è svolta tra il 6 e il 13 agosto 2016. Hanno partecipato 32 atlete.

## Formato
La competizione si svolge su quattro turni, in ognuno dei quali i primi tre classificati di ogni batteria avanzano al turno successivo. Gli equipaggi eliminati al primo turno competono in tre batterie di ripescaggio, ognuna delle quali qualifica altre due atlete al secondo turno.
Gli equipaggi eliminati partecipano ad un analogo tabellone che determina i piazzamenti.

## Programma
| Data           | Ora (UTC-3) | Turno            |
| -------------- | ----------- | ---------------- |
| 6 agosto 2016  | 14:30       | Batterie         |
| 8 agosto 2016  | 15:030      | Ripescaggi       |
| 9 agosto 2016  | 17:30       | Semifinali E/F   |
| 9 agosto 2016  | 14:10       | Quarti di finale |
| 12 agosto 2016 | 15:10       | Semifinali A/B   |
| 12 agosto 2016 | 18:00       | Semifinali C/D   |
| 12 agosto 2016 | 13:40       | Finale F         |
| 12 agosto 2016 | 14:00       | Finale E         |
| 13 agosto 2016 | 14:40       | Finale D         |
| 13 agosto 2016 | 15:00       | Finale C         |
| 13 agosto 2016 | 15:20       | Finale B         |
| 13 agosto 2016 | 15:45       | Finale           |

## Risultati

### Batterie
| Pos. | Atleti                | Nazione       | Tempo   | Note |
| ---- | --------------------- | ------------- | ------- | ---- |
| 1    | Kenia Lechuga         | Messico       | 8:11.44 | QF   |
| 2    | Micheen Thornycroft   | Zimbabwe      | 8:18.88 | QF   |
| 3    | Kim Brennan           | Australia     | 8:22.82 | QF   |
| 4    | Kim Ye-ji             | Corea del Sud | 8:24.79 | R    |
| 5    | Anna Malvina Svennung | Svezia        | 8:48.46 | R    |
| 6    | Emily Morley          | Bahamas       | 9:22.12 | R    |

| Pos. | Atleti            | Nazione     | Tempo   | Note |
| ---- | ----------------- | ----------- | ------- | ---- |
| 1    | Gevvie Stone      | Stati Uniti | 8:29.67 | QF   |
| 2    | Fie Udby Erichsen | Danimarca   | 8:30.07 | QF   |
| 3    | Lina Šaltytė      | Lituania    | 8:35.92 | QF   |
| 4    | Mahsa Javar       | Iran        | 8:39.28 | R    |
| 5    | Lucia Palermo     | Argentina   | 8:47.01 | R    |
| 6    | Dewi Yuliawati    | Indonesia   | 9:36.10 | R    |

| Pos. | Atleti              | Nazione    | Tempo   | Note |
| ---- | ------------------- | ---------- | ------- | ---- |
| 1    | Carling Zeeman      | Canada     | 8:41:12 | QF   |
| 2    | Sanita Pušpure      | Irlanda    | 9:11:45 | QF   |
| 3    | Nadia Negm          | Egitto     | 9:14:55 | QF   |
| 4    | Phuttharaksa Nikree | Thailandia | 9:17:95 | R    |
| 5    | Camila Valle        | Perù       | 9:30:60 | R    |

| Pos. | Atleti               | Nazione       | Tempo   | Note |
| ---- | -------------------- | ------------- | ------- | ---- |
| 1    | Duan Jingli          | Cina          | 8:18.57 | QF   |
| 2    | Jeannine Gmelin      | Svizzera      | 8:28.10 | QF   |
| 3    | Saiyidah Aisyah      | Singapore     | 8:44.71 | QF   |
| 4    | Huang Yi-ting        | Taipei cinese | 8:51.74 | R    |
| 5    | Svetlana Germanovich | Kazakistan    | 9:34.15 | R    |

| Pos. | Atleti             | Nazione   | Tempo   | Note |
| ---- | ------------------ | --------- | ------- | ---- |
| 1    | Magdalena Lobnig   | Austria   | 8:26.83 | QF   |
| 2    | Miroslava Knapková | Rep. Ceca | 8:28.90 | QF   |
| 3    | Chierika Ukogu     | Nigeria   | 8:35.34 | QF   |
| 4    | Amina Rouba        | Algeria   | 8:55.09 | R    |
| 5    | Claire Akossiwa    | Togo      | 9:56.43 | R    |

| Pos. | Atleti             | Nazione           | Tempo   | Note |
| ---- | ------------------ | ----------------- | ------- | ---- |
| 1    | Emma Twigg         | Nuova Zelanda     | 8:17.02 | QF   |
| 2    | Ekaterina Karsten  | Bielorussia       | 8:21.21 | QF   |
| 3    | Michelle Pearson   | Bermuda           | 8:22.15 | QF   |
| 4    | Gabriela Mosqueira | Paraguay          | 8:27.39 | R    |
| 5    | Felice Chow        | Trinidad e Tobago | 8:31.83 | R    |

### Ripescaggi
| Pos. | Atleti       | Nazione           | Tempo   | Note |
| ---- | ------------ | ----------------- | ------- | ---- |
| 1    | Amina Rouba  | Algeria           | 8:04.21 | QF   |
| 2    | Felice Chow  | Trinidad e Tobago | 8:04.91 | Q    |
| 3    | Mahsa Javar  | Iran              | 8:06.57 | SE/F |
| 4    | Emily Morley | Bahamas           | 8:22.77 | SE/F |
| 5    | Camila Valle | Perù              | 8:32.66 | SE/F |

| Pos. | Atleti          | Nazione       | Tempo   | Note |
| ---- | --------------- | ------------- | ------- | ---- |
| 1    | Kim Ye-ji       | Corea del Sud | 7:59.59 | QF   |
| 2    | Lucia Palermo   | Argentina     | 8:00.59 | QF   |
| 3    | Huang Yi-ting   | Taipei cinese | 8:01.27 | SE/F |
| 4    | Claire Akossiwa | Togo          | 9:04.76 | SE/F |

| Pos. | Atleti                | Nazione    | Tempo   | Note |
| ---- | --------------------- | ---------- | ------- | ---- |
| 1    | Anna Malvina Svennung | Svezia     | 7:46.35 | QF   |
| 2    | Gabriela Mosqueira    | Paraguay   | 7:59.32 | QF   |
| 3    | Svetlana Germanovich  | Kazakistan | 8:00.42 | SE/F |
| 4    | Phuttharaksa Nikree   | Thailandia | 8:07.92 | SE/F |
| 5    | Dewi Yuliawati        | Indonesia  | 8:14.81 | SE/F |

### Quarti di finale
| Pos. | Atleti             | Nazione       | Tempo   | Note |
| ---- | ------------------ | ------------- | ------- | ---- |
| 1    | Emma Twigg         | Nuova Zelanda | 7:31.79 | SA/B |
| 2    | Miroslava Knapková | Rep. Ceca     | 7:37.04 | SA/B |
| 3    | Kenia Lechuga      | Messico       | 7:44.11 | SA/B |
| 4    | Kim Ye-ji          | Corea del Sud | 7:51.80 | SC/D |
| 5    | Gabriela Mosqueira | Paraguay      | 7:54.49 | SC/D |
| 6    | Saiyidah Aisyah    | Singapore     | 7:56.00 | SC/D |

| Pos. | Atleti                | Nazione           | Tempo   | Note |
| ---- | --------------------- | ----------------- | ------- | ---- |
| 1    | Gevvie Stone          | Stati Uniti       | 7:27.04 | SA/B |
| 2    | Jeannine Gmelin       | Svizzera          | 7:29.66 | SA/B |
| 3    | Magdalena Lobnig      | Austria           | 7:35.37 | SA/B |
| 4    | Anna Malvina Svennung | Svezia            | 7:38.07 | SC/D |
| 5    | Felice Chow           | Trinidad e Tobago | 8:02.53 | SC/D |
| 6    | Nadia Negm            | Egitto            | 8:25.75 | SC/D |

| Pos. | Atleti              | Nazione   | Tempo   | Note |
| ---- | ------------------- | --------- | ------- | ---- |
| 1    | Fie Udby Erichsen   | Danimarca | 7:33.24 | SA/B |
| 2    | Micheen Thornycroft | Zimbabwe  | 7:34.38 | SA/B |
| 3    | Carling Zeeman      | Canada    | 7:34.52 | SA/B |
| 4    | Michelle Pearson    | Bermuda   | 7:34.90 | SC/D |
| 5    | Chierika Ukogu      | Nigeria   | 7:54.44 | SC/D |
| 6    | Amina Rouba         | Algeria   | 8:21.06 | SC/D |

| Pos. | Atleti            | Nazione     | Tempo   | Note |
| ---- | ----------------- | ----------- | ------- | ---- |
| 1    | Kim Brennan       | Australia   | 7:26.86 | SA/B |
| 2    | Duan Jingli       | Cina        | 7:27.88 | SA/B |
| 3    | Ekaterina Karsten | Bielorussia | 7:28.03 | SA/B |
| 4    | Sanita Pušpure    | Irlanda     | 7:28.68 | SC/D |
| 5    | Lina Šaltytė      | Lituania    | 7:38.39 | SC/D |
| 6    | Lucia Palermo     | Argentina   | 7:56.61 | SC/D |

### Semifinali A/B
| Pos. | Atleti              | Nazione       | Tempo   | Note |
| ---- | ------------------- | ------------- | ------- | ---- |
| 1    | Kim Brennan         | Australia     | 7:47.88 | FA   |
| 2    | Emma Twigg          | Nuova Zelanda | 7:48.20 | FA   |
| 3    | Jeannine Gmelin     | Svizzera      | 7:49.83 | FA   |
| 4    | Carling Zeeman      | Canada        | 7:54.07 | FB   |
| 5    | Micheen Thornycroft | Zimbabwe      | 8:00.53 | FB   |
| 6    | Kenia Lechuga       | Messico       | 8:14.76 | FB   |

| Pos. | Atleti             | Nazione     | Tempo   | Note |
| ---- | ------------------ | ----------- | ------- | ---- |
| 1    | Duan Jingli        | Cina        | 7:43.97 | FA   |
| 2    | Gevvie Stone       | Stati Uniti | 7:44.56 | FA   |
| 3    | Magdalena Lobnig   | Austria     | 7:45.48 | FA   |
| 4    | Miroslava Knapková | Rep. Ceca   | 7:47.53 | FB   |
| 5    | Ekaterina Karsten  | Bielorussia | 7:48.89 | FB   |
| 6    | Fie Udby Erichsen  | Danimarca   | 8:08.65 | FB   |

### Semifinali C/D
| Pos. | Atleti                | Nazione       | Tempo   | Note |
| ---- | --------------------- | ------------- | ------- | ---- |
| 1    | Lina Šaltytė          | Lituania      | 7:55.57 | FC   |
| 2    | Anna Malvina Svennung | Svezia        | 8:00.41 | FC   |
| 3    | Kim Ye-ji             | Corea del Sud | 8:12.58 | FC   |
| 4    | Chierika Ukogu        | Nigeria       | 8:18.55 | FD   |
| 5    | Amina Rouba           | Algeria       | 8:22.34 | FD   |
| 6    | Saiyidah Aisyah       | Singapore     | 8:22.45 | FD   |

| Pos. | Atleti             | Nazione           | Tempo   | Note |
| ---- | ------------------ | ----------------- | ------- | ---- |
| 1    | Sanita Pušpure     | Irlanda           | 7:53.48 | FC   |
| 2    | Michelle Pearson   | Bermuda           | 8:05.78 | FC   |
| 3    | Lucia Palermo      | Argentina         | 8:15.42 | FC   |
| 4    | Felice Chow        | Trinidad e Tobago | 8:20.07 | FD   |
| 5    | Gabriela Mosqueira | Paraguay          | 8:22.84 | FD   |
| 6    | Nadia Negm         | Egitto            | 8:39.50 | FD   |

### Semifinali E/F
| Pos. | Atleti              | Nazione       | Tempo   | Note |
| ---- | ------------------- | ------------- | ------- | ---- |
| 1    | Huang Yi-ting       | Taipei cinese | 8:38.21 | FE   |
| 2    | Mahsa Javar         | Iran          | 8:45.54 | FE   |
| 3    | Phuttharaksa Nikree | Thailandia    | 8:51.99 | FE   |
| 4    | Camila Valle        | Perù          | 9:11.91 | FF   |

| Pos. | Atleti               | Nazione    | Tempo   | Note |
| ---- | -------------------- | ---------- | ------- | ---- |
| 1    | Svetlana Germanovich | Kazakistan | 8:29.81 | FE   |
| 2    | Dewi Yuliawati       | Indonesia  | 8:39.95 | FE   |
| 3    | Emily Morley         | Bahamas    | 8:46.09 | FE   |
| 4    | Claire Akossiwa      | Togo       | 9:25.60 | FF   |

### Finali
| Pos. | Atleti          | Nazione | Tempo   | Note |
| ---- | --------------- | ------- | ------- | ---- |
| 1    | Camila Valle    | Perù    | 9:18.24 |      |
| 2    | Claire Akossiwa | Togo    | 9:54.54 |      |

| Pos. | Atleti               | Nazione       | Tempo   | Note |
| ---- | -------------------- | ------------- | ------- | ---- |
| 1    | Huang Yi-ting        | Taipei cinese | 8:34.53 |      |
| 2    | Svetlana Germanovich | Kazakistan    | 8:38.25 |      |
| 3    | Phuttharaksa Nikree  | Thailandia    | 8:41.34 |      |
| 4    | Mahsa Javar          | Iran          | 8:43.34 |      |
| 5    | Dewi Yuliawati       | Indonesia     | 8:44.54 |      |
| 6    | Emily Morley         | Bahamas       | 8:56.36 |      |

| Pos. | Atleti             | Nazione           | Tempo   | Note |
| ---- | ------------------ | ----------------- | ------- | ---- |
| 1    | Gabriela Mosqueira | Paraguay          | 7:44.62 |      |
| 2    | Chierika Ukogu     | Nigeria           | 7:44.76 |      |
| 3    | Amina Rouba        | Algeria           | 7:46.55 |      |
| 4    | Felice Chow        | Trinidad e Tobago | 7:50.23 |      |
| 5    | Saiyidah Aisyah    | Singapore         | 7:55.73 |      |
| 6    | Nadia Negm         | Egitto            | 8:09.47 |      |

| Pos. | Atleti                | Nazione       | Tempo   | Note |
| ---- | --------------------- | ------------- | ------- | ---- |
| 1    | Sanita Pušpure        | Irlanda       | 7:27.60 |      |
| 2    | Lina Šaltytė          | Lituania      | 7:30.38 |      |
| 3    | Anna Malvina Svennung | Svezia        | 7:32.54 |      |
| 4    | Michelle Pearson      | Bermuda       | 7:34.41 |      |
| 5    | Lucia Palermo         | Argentina     | 7:50.59 |      |
| 6    | Kim Ye-ji             | Corea del Sud | 7:52.68 |      |

| Pos. | Atleti              | Nazione     | Tempo   | Note |
| ---- | ------------------- | ----------- | ------- | ---- |
| 1    | Miroslava Knapková  | Rep. Ceca   | 7:22.86 |      |
| 2    | Ekaterina Karsten   | Bielorussia | 7:25.03 |      |
| 3    | Fie Udby Erichsen   | Danimarca   | 7:25.13 |      |
| 4    | Carling Zeeman      | Canada      | 7:28.62 |      |
| 5    | Micheen Thornycroft | Zimbabwe    | 7:30.57 |      |
| 6    | Kenia Lechuga       | Messico     | 7:40.39 |      |

| Pos.    | Atleti           | Nazione       | Tempo   | Note |
| ------- | ---------------- | ------------- | ------- | ---- |
| Oro     | Kim Brennan      | Australia     | 7:21.54 |      |
| Argento | Gevvie Stone     | Stati Uniti   | 7:22.92 |      |
| Bronzo  | Duan Jingli      | Cina          | 7:24.13 |      |
| 4       | Emma Twigg       | Nuova Zelanda | 7:24.48 |      |
| 5       | Jeannine Gmelin  | Svizzera      | 7:29.69 |      |
| 6       | Magdalena Lobnig | Austria       | 7:34.86 |      |